# El Grande
El Grande – gra planszowa z gatunku eurogier wydana w 1995 roku, zdobywca nagród Spiel des Jahres 1996 i Deutscher Spiele Preis 1996.
Gracze walczą w Hiszpanii z czasów renesansu o kontrolę nad dziewięcioma regionami. Lordowie zaciągają hiszpańskich rycerzy zwanych caballeros, dzięki czemu zdobywają wpływy. 
Jest to jedna z najbardziej znanych i cenionych gier planszowych, od wielu lat utrzymuje się w czołówce rankingu BoardGameGeek. W 2006 roku została wydana edycja specjalna pod nazwą El Grande: Decennial Edition, która zawiera dodatki Intrigue & the King, Grand Inquisitor & the Colonies oraz Grandissimo.

## Nagrody
- Spiel des Jahres 1996 – wygrana
- Deutscher Spiele Preis 1996 – wygrana
- Årets Spil 1997 – wygrana[2]